# تای‌زونگ (دودمان تانگ)
تای‌زونگ (به چینی:唐太宗، پین‌یین:Táng Tàizōng، وید جایلز:T'ai-Tsung) (زادهٔ ۲۳ ژانویهٔ ۵۹۹- مرگ ۱۰ ژوئیهٔ ۶۴۹ میلادی) امپراتور چین و دومین فرمانروای دودمان تانگ بود. نام زمان تولد او لی شی مین بود و از ۶۲۶ تا ۶۴۹ بر چین فرمان راند.
لی شی مین پدرش گائوزو را برانگیخت تا بر دودمان سوئی فرمانروایی کند و سپس به همراه پدر دودمان تانگ را بنیاد نهاد. او را یکی از بزرگ‌ترین امپراتوران چین می‌دانند. دورهٔ فرمانروایی او یکی از عصرهای شکوفایی چین در زمینه‌های نظامی و اقتصادی بود. چین در زمان او به یکی از بزرگ‌ترین و نیرومندترین سرزمین‌های جهان تبدیل شد. سرزمین زیر فرمان او دربرگیرنده بیشتر چین کنونی، ویتنام، مغولستان، بخشی از جنوب روسیه و بخش بزرگی از آسیای میانه تا شرق قزاقستان کنونی بود. او همچنین کسی بود که در چین اصلاحات گسترده‌ای مبنی بر پیشرفت کشور انجام داد از جمله تغییرات، تغیر لباس دربار کشور، تغییراتی در وزارتخانه‌های دولت امپراتوری و نهایتاً تغییراتی در سه بخش و شش وزارتخانه چین به عمل آورد.

## زندگی اولیه
لی شی مین در سال ۵۹۸ در ووگونگ، در شیان یانگ امروزی، شانشی به دنیا آمد. پدرش لی یوان، دوک تانگ، ژنرال سلسله سوئی و برادرزاده امپراتور ون، امپراتور بنیان‌گذار سوئی بود. دوشس دو، مادربزرگ لی شی مین، خواهر ملکه دوگو بود، که هر دو دختر دوگو شین، ژنرال بزرگ شیان‌بی در زمان سلسله سلف سوئی در ژو شمالی بودند. مادر لی سمین، همسر لی یوان، دوشس دو، دختر دو یی (竇毅)، دوک شن وو، و همسرش، شاهزاده شیانگ یانگ، شاهزاده شمالی ژو بود. لی شی مین همچنین دارای ترک بود. دوشس دو از لی یوان چهار پسر به دنیا آورد، یک برادر بزرگتر برای لی سمین، لی جیانچنگ، و دو برادر کوچکتر، لی یوانبا (李元霸)، که در سال ۶۱۴ درگذشت، و لی یوانجی و حداقل یک دختر (شاهزاده خانم پینگ یانگ بعدی) لی یوان لی شی مین را «شی مین» به عنوان شکل کوتاه‌شده عبارت «زمین را نجات دهید و مردم را آرام کنید» نامید.(濟世安民؛ جیشی انمین). لی شی مین ظاهراً در اوایل زندگی خود استعداد نشان داده و در سال ۶۱۳ که گائو شیلیان رسمی را که تحت تأثیر او قرار گرفته بود، یک خواهرزاده (امپراتریس بعدی ژانگسون) را به عنوان همسرش به او داد او دراین زمان ۱۴ ساله یا ۱۲ ساله بود. در سال ۶۱۵ زمانی که پسر و جانشین امپراتور ون، امپراتور یانگ، توسط نیروهای گوگترک شرقی (دونگتوجوئه) تحت فرمان شیبی خان در فرماندهی یانمن (دایکسیان کنونی در شانشی تماس گرفته شد)، مردانی را برای پیوستن به ارتش برای کمک به نجات امپراتور ساخته است. لی شی مین به آن تماس پاسخ داد و زیر نظر ژنرال یون دینگ شینگ (雲定興) خدمت کرد، ظاهراً این کار را با تمایز انجام می‌داد. در سال ۶۱۶ زمانی که لی یوان مسئولیت شهر مهم تایوان را بر عهده گرفت، لی شی مین را با خود به تایوان آورد، در حالی که حداقل سه پسر دیگر لی جیان چنگ، لی یوانجی، و لی ژیون (李智雲، توسط صیغه لی یوان) باقی ماند. لیدی وان) در خانه اجدادی هدونگ (河東، در یونچنگ، شانشی مدرن).

## نبرد علیه دودمان سوئی
امپراتور یانگدی از دودمان سوئی به زودی از لی یوان و وانگ رنگونگ (王仁恭)، فرماندار ایالت مای (馬邑، تقریباً مدرن شووژو، شانشی) به دلیل ناتوانی آنها در توقف تهاجمات گوگترک‌های شرقی و قدرت فزاینده شورشیان کشاورزی، بسیار ضعیف شد. لیو ووژو تحت حمایت ترک‌های شرقی، که به زودی علیه وانگ قیام کرد، او را کشت و کاخ دوم امپراتور یانگدی را در نزدیکی تایوان تسخیر کرد. لی یوان همچنین از پیشگویی که امپراتور بعدی لی نام خواهد داشت ترسید، امپراتور یانگدی قبلاً یک مقام دیگر به نام لی هون (李渾) و قبیله او را به دلیل ترس از برادرزادش لی مین (李敏) را به خاطر اینکه فکر می‌کرد تاج و تخت او را غصب می‌کند کشت. لی یوان از ترس جان خود به شورش فکر می‌کرد با این حال، او نمی‌دانست که لی شی مین به‌طور مخفیانه دربارهٔ برنامه‌های شورش با همکاران لی یوان، پی جی و لیو ونجینگ، بحث کرده است. هنگامی که برنامه‌های لی شی مین به کامل شد، پی، لی یوان در مورد آنها آگاه کرد و همچنین به لی یوان اخطار داد که اگر فاش شود که لی یوان با برخی از همسران امپراتور یانگدی در کاخ ثانویه جین یانگ (晉陽) رابطه جنسی داشته است؛ که پی مسئول آن بود و به لی یوان اجازه داده بود این کار را انجام دهد و اگر نه همه آنها سلاخی می‌شوند لی یوان موافقت کرد که شورش کند و پس از آن احضار مخفیانه لی جیانچنگ و لی یوانجی از هدونگ و دامادش چای شائو (柴紹) را از پایتخت چانگان پیش خود فراخواند و اعلام شورش کرد و ادعا کرد که می‌خواهد از نوه امپراتور یانگدی حمایت کند. یانگ یو، شاهزاده دای، که اسماً در چانگان مسئول بود و امپراتور یانگ در جیانگدو (江都، در یانگژو، جیانگ سو مدرن) به عنوان امپراتور، او هم لی جیان چنگ و هم لی شی مین را ژنرال سرلشکر کرد و در جنوب غربی به سمت چانگان پیشروی کرد. او به لی سمین لقب دوک دانهوانگ را داد و پس از شکست دادن نیروهای محلی سوئی وفادار به امپراتور امپراتور یانگدی، او یک ارتش سوئی متشکل از ۳۰۰۰۰ نفر را به فرماندهی یک ژنرال کهنه‌کار جنگ در کره خارج از پکن امروزی شکست داد.